# Nationale Seismologische Service

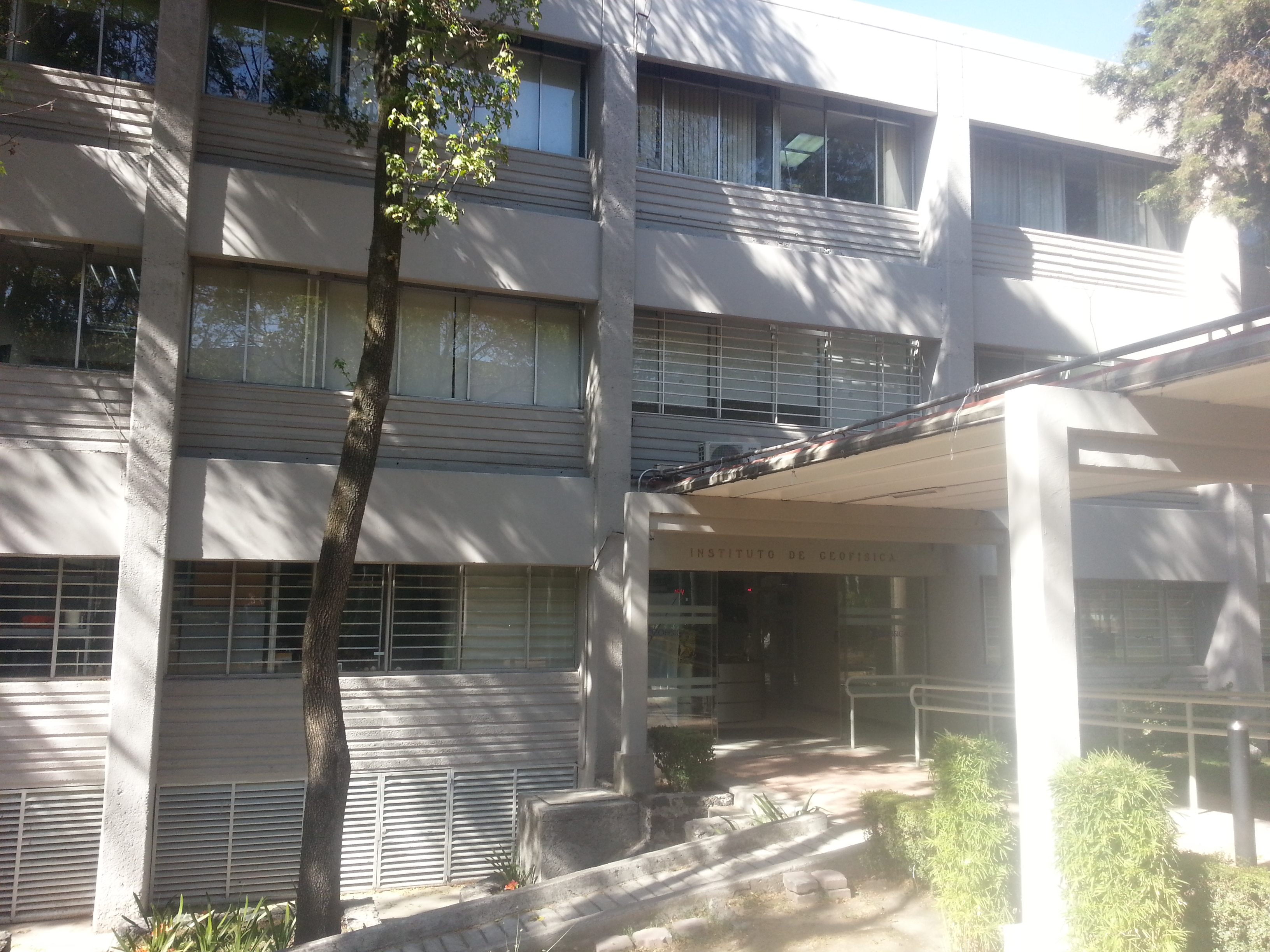

De Nationale Seismologische Service (Spaans: Servicio Sismológico Nacional, SSN) is een seismologische organisatie gevestigd in Mexico dat seismologische activiteiten opneemt en bestudeerd binnen de landsgrenzen. 
De organisatie is opgericht op 5 september 1910.